# Glaniopsis
Glaniopsis es un género de peces de la familia Balitoridae en el orden de los Cypriniformes.

## Especies
Las especies de este género son:
- Glaniopsis denudata T. R. Roberts, 1982
- Glaniopsis gossei T. R. Roberts, 1982
- Glaniopsis hanitschi Boulenger, 1899
- Glaniopsis multiradiata T. R. Roberts, 1982